# Semiothisa subcaudaria
Semiothisa subcaudaria là một loài bướm đêm trong họ Geometridae.